# Izz al-Din al-Haddad
 (juin 2025).
Izz al-Din al-Haddad (arabe : عز الدين الحداد), également connu sous son nom de guerre Abu Suhaib (arabe : أبو صهيب), est un homme politique et militant palestinien qui est un haut commandant des Brigades Izz al-Din al-Qassam, la branche militaire du Hamas. Il est le quatrième dirigeant du Hamas dans la bande de Gaza (en), après l'assassinat de son prédécesseur, Mohammed Sinwar. Il est actuellement à la tête de la Brigade de Gaza et supervise le secteur nord de la bande de Gaza. Il est connu comme le "fantôme d'al-Qassam" à Gaza.
Al-Haddad est membre du Conseil militaire général du Hamas et joue un rôle déterminant dans la planification et l'exécution des opérations du groupe.

## Biographie
Al-Haddad rejoint le Hamas à un jeune âge, s'alignant sur le mouvement depuis sa création en 1987. Il commence sa carrière comme agent dans la brigade de Gaza et gravit les échelons pour devenir commandant de peloton, puis commandant de bataillon, pour finalement diriger la brigade elle-même.
En mai 2022, lors de l'opération Aube naissante, al-Haddad prend le commandement de la brigade de Gaza après l'assassinat du chef de brigade Bassem Issa. Il joue depuis un rôle clé dans la planification et l'exécution des opérations du groupe, y compris l'attaque du 7 octobre contre Israël.
Al-Haddad est connu pour son secret opérationnel et apparaît rarement en public. Cependant, en mai 2022, il est vu dans une vidéo menaçant Israël, et en janvier 2025, il accorde une interview à Al Jazeera, évoquant son rôle dans la planification de l'attentat du 7 octobre.
En mai 2025, al-Haddad continue de diriger les opérations de l'aile militaire du Hamas dans le nord de la bande de Gaza et participe à la reconstruction des capacités du groupe après des pertes importantes au cours du conflit en cours. En tant que chef du Hamas dans la bande de Gaza, il dispose d'un droit de veto sur tout cessez-le-feu ou accord de prise d'otages dans la guerre de Gaza.

### Rôle dans l'attaque du 7 octobre
Le 6 octobre 2023, al-Haddad convoque ses commandants de bataillon et distribue des ordres écrits pour l'attaque prévue contre Israël, connue plus tard sous le nom d'opération Déluge d'al-Aqsa. Les ordres soulignent l'importance d'enlever des soldats israéliens et de les transporter à Gaza. Le lendemain, le Hamas lance une attaque surprise, entraînant d'importantes pertes et l'enlèvement de civils et de soldats israéliens.

### Ciblage et tentatives d'assassinat par Israël
Al-Haddad survit à plusieurs tentatives d'assassinat israéliennes, six selon les informations, et est considéré comme l'un des commandants du Hamas les plus recherchés par Israël. Il figure au deuxième rang des dirigeants d'al-Qassam les plus recherchés par Israël, après Raed Saad.